# Krzynowłoga Mała
Krzynowłoga Mała è un comune rurale polacco del distretto di Przasnysz, nel voivodato della Masovia.
Ricopre una superficie di 184,4 km² e nel 2004 contava 3 601 abitanti.